# Dungeon Twister
Dungeon Twister ist ein Strategie-Brettspiel des französischen Autors Christophe Boelinger, illustriert von Wayne Reynolds und Thierry Masson. Dungeon Twister wurde 2004 in Frankreich bei Asmodée, ab 2009 durch Ludically veröffentlicht und wird seit 2005 in Deutschland durch Pro Ludo, seit 2008 durch die Asmodée GmbH vertrieben. Auf Italienisch wird es seit 2006 von Nexus Editrice und auf Spanisch von Edge Entertainment vertrieben.
Im Herbst 2009 erschien mit Prison ein neues Basisspiel, das erstmals auch einen Solo-Spiel-Modus hat und  in das Spiel über 5 Szenarien einführt. Außerdem entfielen die Pappaufsteller der Charakter, dafür liegen nun modellierte Plastikfiguren bei.
Die Hintergrundgeschichte ist in der Fantasy-Welt Targanum angelegt, in der ein unsterblicher Erzmagier zu seiner Unterhaltung Menschen, Elfen, Trolle und andere Geschöpfe in ein labyrinthartiges, mit Fallen versehenes Verlies verschleppt, aus dem diese zu entkommen versuchen. Zwei Spieler (oder mit den entsprechenden Erweiterungen drei bis vier) versuchen, mit dem eigenen Team die jeweils gegenüberliegende Startzone des Gegners zu erreichen. Gewonnen hat der Spieler, der als Erster fünf Siegpunkte erreicht. Siegpunkte erhalten die Spieler in erster Linie für eigene Figuren, die die andere Seite des Verlieses erreichen, und für ausgeschaltete gegnerische Figuren.

## Spielmechanik
Zu Beginn des Spiels wählt jeder Spieler acht Figuren und sechs Ausrüstungsgegenstände. Vier der Figuren werden in der jeweiligen Startzone aufgestellt. Die anderen vier Figuren und die Gegenstände werden verdeckt auf den acht quadratischen, ebenfalls verdeckten Raumplatten verteilt, die das Spielfeld bilden. Die Figuren sind grob an typischen Fantasy-Rollenspielen angelehnt (Krieger, Diebin, Kleriker, Troll, Goblin und andere) und unterscheiden sich grundsätzlich in ihrer Bewegungsfähigkeit, ihrer Kampfkraft und jeweils einer speziellen Sonderfertigkeit, wie Schlösser Öffnen, Fliegen, Regeneration und ähnliche. Die Gegenstände setzen sich aus Schwertern, Rüstungen, Zaubertränken, Seilen und weiteren zusammen.
Jeder Spieler erhält neun Kampfkarten, drei Sprungkarten zur Überwindung von Fallen und vier Aktionskarten, die zu Beginn einer jeden Runde ausgespielt werden, um festzulegen, wie viele Aktionen dem Spieler in dieser Runde zur Verfügung stehen.
Grundsätzlich kann der Spieler mit seinen Figuren die folgenden Aktionen durchführen:
- Aufdecken eines angrenzenden Raumes, wobei daraufhin alle Figuren und Gegenstände dieses Raumes darin verteilt werden;
- Drehen eines Raumes um 90 Grad, vorausgesetzt die Figur steht auf einem Rotationsfeld;
- Kampf mit einer oder mehreren angrenzenden, feindlichen Figuren;
- Bewegung gemäß der angegebenen Geschwindigkeit der Figur;
- Gebrauch eines Gegenstandes oder einer speziellen Fähigkeit;
- Sprung über eine Falle.

Entscheidet sich einer der Spieler zu einem Angriff auf eine gegnerische Figur, wählen beide Spieler verdeckt eine Kampfkarte und addieren diese zur Kampfkraft ihrer Figur. Die Figur mit dem geringeren Resultat unterliegt und gilt als verletzt. Die benutzten Kampfkarten (außer der Karte „0“) werden aus dem Spiel genommen. Eine verletzte Figur kann keine eigenständige Aktion durchführen und hat automatisch eine Kampfkraft von 0, auf die aber im Falle eines Angriffs immer noch eine Kampfkarte addiert wird. Unterliegt eine verletzte Figur im Kampf gilt sie als geschlagen.
Der strategische Anteil an Dungeon Twister ist relativ hoch, während sich die Zufallselemente in Grenzen halten: So müssen die Spieler immer im Voraus planen, wie viele Aktionen sie in einer Runde verwenden wollen, sie müssen mit ihren Kampfkarten haushalten, die Wege des Gegners ähnlich wie beim Schach vorausahnen und durch geschicktes Positionieren der eigenen Figuren und Drehen der Räume versperren, sowie einen eigenen Weg aus dem Verlies finden. Ein Schlüssel zum Erfolg liegt in der Auswahl und Aufstellung des Teams, das durch verschiedene Erweiterungen des Spiels immer neue Akzente erfahren kann.

## Editionen
Bisher in Deutschland erschienen:
- Basisspiel (Jeu de Base) – 2004
- Paladine & Drachen (Paladins & Dragons) – 1. Erweiterung, 2004
- 3/4-Spieler (3/4 Joueurs) – 2. Erweiterung, 2005
- Mächte der Finsternis (Puissances des Ténèbres) – 4. Erweiterung, 2005
- Prison – Neuauflage, 2009
- Collectors Box – 2006

Nur in Englisch bzw. Französisch erhältlich:
- Söldner (Mercenaires) – 2006
- Feuer und Wasser (L’Eau et le Feu) – 3. Erweiterung, 2005

Nur in Französisch erhältlich:
- Feuer und Blut (A feu & à sang)
- Waldkreaturen (Créatures Sylvestres)
- Eiserde (Terres de Glace)

### Paladine & Drachen
Paladine & Drachen (2004) ist die 1. Erweiterung für Dungeon Twister. Sie enthält acht neue Charaktere, fünf neue Objekte sowie neue Fallen.
- Felder
  - Nebel: blockiert die Sichtlinie.
  - Steinschlag: eliminiert nicht-fliegende Charaktere, die das Feld passieren.
  - Spalte: Loch, das den Durchgang blockiert (aber anders, als die Grube).
  - Jungbrunnen: heilt eine verletzte Person auf einem angrenzenden Feld.
  - Pentakelraum: gibt einen Siegpunkt, wenn nur von einem Spieler besetzt.

- Personen
  - Roter Drachen (0–6): Er spuckt Feuerbälle in seiner Sichtlinie, die Feinde augenblicklich zerstören.
  - Elfischer Aufklärer (7–1): Er kann Gruben passieren, aber keine Spalten.
  - Phantom (3–0): untot, kann sich durch beliebiges Gelände bewegen, aber keine Gegenstände transportieren.
  - Golem (2–4): kann Wände einreißen (dreimal in einer Partie).
  - Illusionistin (4–1): hat den bösen Blick, platziert Illusionen von Gruben oder Geröll.
  - Waffenmeisterin (3–3): kann die Kampfkarte des Gegners vor der eigenen Wahl betrachten.
  - Paladin (4–3): transportiert bis zu zwei Objekte (bzw. Verletzte).
  - Taschendieb (6–2): stiehlt Gegenstände von Feinden auf benachbarten Feldern.

- Objekte
  - Teleportationsring: Teleportiert einen Charakter einmalig auf ein beliebiges, freies Feld eines Nachbarraumes.
  - Feuerschild: Schützt vor Feuerbällen, dem Feuerstrahl des Drachen und vor Steinschlagfallen.
  - Das Pergament des Charms: Übernimmt die Kontrolle über einen gegnerischen Charakter für drei Aktionen.
  - Drachentöter: Gibt einen Kampfbonus von +4 gegen den Drachen und tötet ihn, anstatt ihn zu verwunden.
  - Schlüssel: Öffnet oder schließt Fallgitter.
  - Das Seil: Ermöglicht es, Gruben und Spalten zu überqueren.

### 3/4 Spieler (2005)
Die Erweiterung für 3 oder 4 Spieler enthält die grundlegenden Spielfiguren in rot und grün sowie acht neue Zimmer, die mit dem Basisspiel vergleichbar sind (als Hindernisse gibt es Gruben und Fallgitter).

### Feuer und Wasser (2005)
Feuer und Wasser ist die dritte Erweiterung für Dungeon Twister. Es bietet acht neue Charaktere und fünf neue Objekte, die über die Elemente Feuer und Wasser verknüpft sind.
- Neue Felder
  - Wasser: ein Aktionspunkt (AP) ist zum Betreten notwendig und ein weiterer zum Verlassen. Dabei können keine Gegenstände mitgeführt werden.
  - Lava: Kein Charakter kann ein Lavafeld betreten, wer in die Lava fällt, stirbt sofort.
  - Anti-Magie-Zimmer: Magie funktioniert in diesem Raum nicht.
  - Bibliothek: Eines von vier zufälliges Pergament findet sich verdeckt in jeder der Truhen der Bibliothek.

- Personen
  - Magophage (4-2): verhindert jegliche magische Handlung auf seinen vier benachbarten Feldern.
  - Akrobat (5-2): springt bis zu zwei Felder über ein Hindernis, ohne dafür eine Sprungkarte zu benötigen.
  - Barbar (4-3): Kann keine magischen Gegenständen benutzen (aber tragen); gewinnt einen zusätzlichen Siegpunkt beim Eliminieren der Hexe und besitzt einen zusätzlichen Kampfpunkt gegen sie.
  - Das Elementarfeuer (4-2): bewegt sich in die Lava; +1 Im Kampf in der Lava; immun gegen Feuerbälle und Atem des Roten Drachen. Es stirbt sofort, wenn es ein Feld mit Wasser betritt.
  - Kurtisane (3:0): kann nicht angegriffen oder von einem Feuerball dem Hauch des roten Drachen getroffen werden oder werden, obwohl sie einen Kampf auszulösen darf.
  - Der Prophet (5-1): Zauber; kann eine beliebige Halle anschauen, die noch nicht aufgedeckt wurde. Anschließend kann er diese in einer beliebigen Richtung öffnen.

## Turniere
Vor allem in Deutschland, Frankreich, Belgien und den USA werden immer wieder Dungeon Twister Turniere veranstaltet. Diese werden organisiert von offiziellen Schiedsrichtern und regionalen Managern der internationalen Dungeon Twister Liga (LIDT – „Ligue Internationale de Dungeon Twister“). Die nationalen und internationalen Meisterschaften sind offen für alle Teilnehmer unabhängig von ihrer Staatsangehörigkeit und ihrem Niveau. Inzwischen werden regelmäßig diverse Meisterschaften abgehalten: Die Französische Meisterschaft wurde 2005 zum ersten Mal ausgetragen. Es folgten 2006 die Belgische Meisterschaft, ebenfalls 2006 die Weltmeisterschaft und 2008 der Drei-Nationen-Cup. Seit 2009 wird auch der Deutsche Meister ermittelt. Eine entsprechende Meisterschaft auf dem nordamerikanischen Kontinent ist in Planung.
Die ersten Jahre über kursierten diverse Elo-Wertungen, in denen die Spielstärken der einzelnen Spieler festgehalten wurden. Im Januar 2009 wurden mit der Veröffentlichung von „Prison“, der zweiten Auflage von Dungeon Twister, diese Listen zugunsten einer gemeinsamen, internationalen Rangliste aufgegeben, die von der LIDT geführt wird. In dieser Rangliste werden neben den nationalen und internationalen Meisterschaften auch regionale Turniere berücksichtigt, die mindestens acht Teilnehmer haben.

### Weltmeisterschaft
- 2012:  Ansgar Ludwig
- 2011:  Christian Freidl
- 2010:  Christian Freidl
- 2009:  Fabrice Wiels
- 2008:  Florian Vacheresse
- 2007:  Mickaël Bonnefoy
- 2006:  Florian Vacheresse

### Drei-Nationen-Cup (Coupe des Trois Nations)
- 2011:  Saskia Ruth
- 2010:  Jan Oliver Noll
- 2009:  Fabrice Wiels
- 2008:  Pierre Schomus

### Deutsche Meisterschaft
- 2013:  Brian Zeltsch
- 2012:  Jérôme Jambert
- 2011:  Xavier Heeren
- 2010:  Mario Krone
- 2009:  Pierre Schomus

### Belgische Meisterschaft
- 2010:  Saskia Ruth
- 2009:  Pierre Schomus
- 2008:  Saskia Ruth
- 2007:  Nicolas Buckens
- 2006:  François Sansot

### Französische Meisterschaft
- 2011:  Alexandre Bern
- 2010:  Xavier Heeren
- 2009:  Illia Racunica
- 2008:  Arnaud Fresnel
- 2007:  Florian Vacheresse
- 2006:  Christophe André
- 2005:  Illia Racunica

### Die ersten drei Platzierungen der jährlichen LIDT-Rangliste
| 2012 |                          |                        |                                     |
| 2011 | Christian Freidl 606 PTS | Saskia Ruth 580 PTS    | Fabrice Wiels 480 PTS               |
| 2010 | Christian Freidl 606 PTS | Xavier Heeren 460 PTS  | Saskia Ruth & Fabrice Wiels 410 PTS |
| 2009 | Fabrice Wiels 1100 pkt   | Pierre Schomus 762 pkt | Christian Senksis 510 pkt           |